# Борован (община)
Борован (болг. Община Борован) — община в Болгарии. Входит в состав Врачанской области. Население составляет 6144 человека (на 15 мая 2008 года).

## Состав общины
В состав общины входят следующие населённые пункты:
1. Борован
2. Добролево
3. Малорад
4. Нивянин
5. Сираково